# 菲爾德斯角
菲爾德斯角是南極洲的海岬，位於南設得蘭群島的欺骗岛，處於威爾克斯地，是福斯特港的入口處，現時由南極條約體系管理。
63°0′S 60°34′W / 63.000°S 60.567°W